# Strada provinciale 1 Amiternina
La strada provinciale 1 Amiternina è una strada provinciale della provincia dell'Aquila, lunga circa 28,6 km, che prende il nome dall'antica città romana di Amiternum, situata poco distante dall'inizio del tracciato.

## Percorso

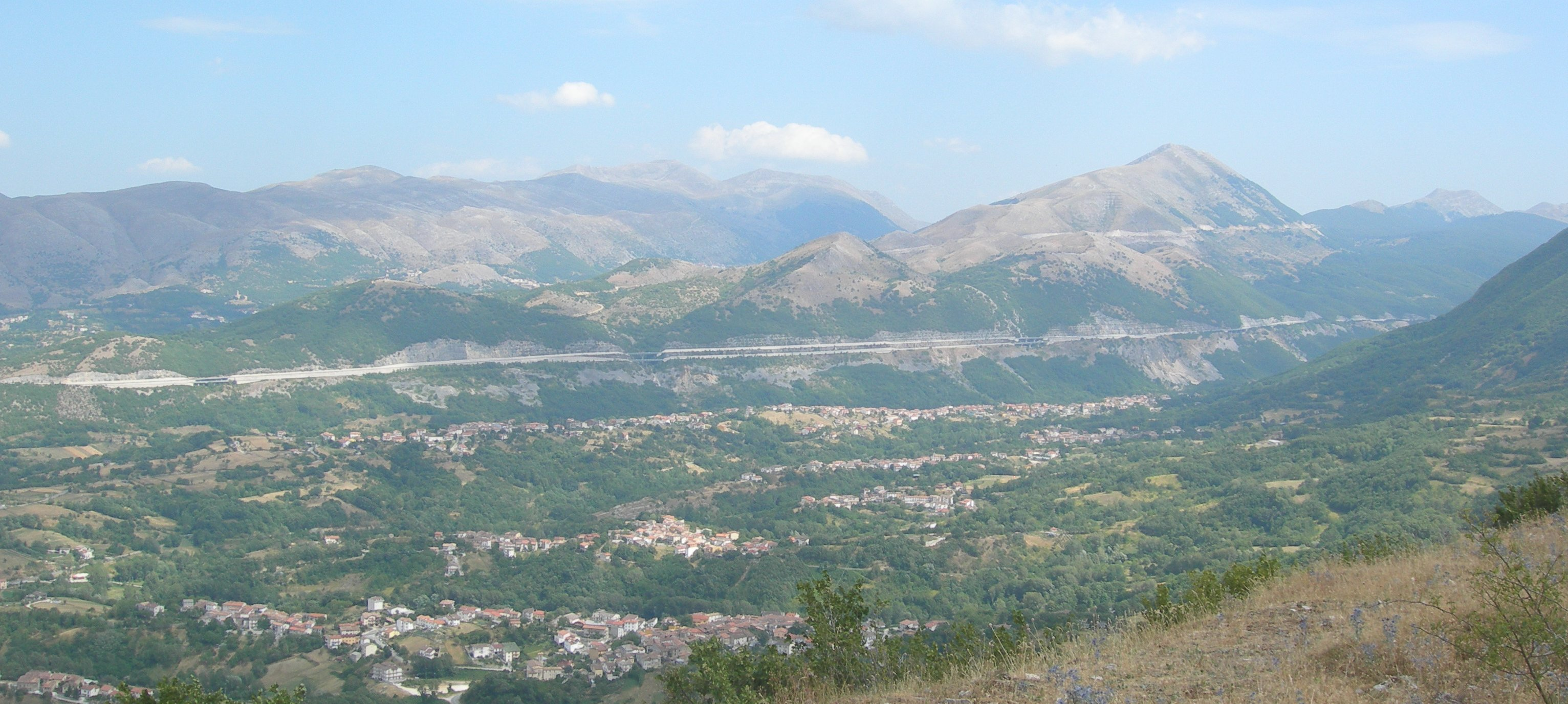
Valle di Tornimparte con l'A24 dalla SP1 Amiternina nei pressi della Forca di Castiglione (sullo sfondo i monti del Velino-Sirente verso Campo Felice)

La strada ha origine dalla Strada statale 584 di Lucoli all'interno del comune dell'Aquila, in località Genzano di Sassa. Attraversa quindi tutta la frazione di Sassa ed entra nel comune di Scoppito, dove, in località Civitatomassa, si collega alla Strada statale 17 attraverso il ponte San Giovanni sul fiume Raio; continua poi il suo percorso attraversando la parte sud-ovest della Conca Aquilana e raggiunge il comune di Tornimparte.
La strada continua quindi in percorso montano, sempre nel territorio di Tornimparte, salendo fino a quota 1350 m s.l.m. raggiungendo la Forca di Castiglione e terminando dopo 6 km nella Valle di Castiglione fino all'omonima Piana, verso il Cicolano al confine con la provincia di Rieti, ai margini settentrionali del gruppo montuoso Monte San Rocco-Monte Cava. Dopo la Piana di Castiglione, nella provincia reatina la strada continua per 9 km con il nome di strada provinciale 23 e termina a Fiamignano.
La strada presenta una diramazione che da Villagrande, sede comunale di Tornimparte, la collega al casello autostradale della A24 e alla Strada statale 696 del Parco Regionale Sirente-Velino, assumendo anche un forte impatto paesaggistico sul resto della Conca Aquilana nel tratto da Villagrande di Tornimparte alla Forca di Castiglione, lungo le pendici di Monte Ruella, Monte La Piaggia e Monte La Serra e sulle strette, impervie e boscose valli del Cicolano nel vecchio tratto laziale.